# La vita davanti a sé (film 1977)
La vita davanti a sé (La vie devant soi) è un film del 1977 diretto da Moshé Mizrahi,
Il soggetto è tratto dall'omonimo romanzo di Romain Gary (scritto sotto lo pseudonimo di Émile Ajar), che ha vinto l'Oscar al miglior film straniero nel 1978.
Vale soprattutto come saggio di bravura di Simone Signoret e dall'eccellente prestazione di Mohamed Zinet.
Nel 2020 ne viene realizzato un remake italiano che vede protagonista Sophia Loren (nel ruolo che fu di Simone Signoret) e diretto dal figlio della Loren, Edoardo Ponti.

## Trama
Madame Rosa è un'ex prostituta ebrea ormai anziana, residente in un quartiere dove coabitano neri, musulmani ed ebrei; scampata alla Shoah, alleva i figli delle colleghe. Uno di loro è Momo, un ragazzo algerino di 11 anni. Sebbene Madame Rosa sia ebrea e a volte faccia commenti razzisti su Momo, lo alleva come musulmano nel rispetto delle sue origini. Fortemente scettica sui documenti ufficiali e su ciò che possono o non possono dimostrare, Madame Rosa non si procura quelli di Momo e gli nasconde il fatto che egli abbia in realtà 14 anni: non essendo in grado di mandarlo a scuola, lo porta alla Grande Moschea dal suo amico Mr. Hamil perché lo istruisca in religione, letteratura francese e arabo.
Un giorno Momo ruba un cane da un negozio di animali; in seguito vende impulsivamente l'animale per 500 franchi ma, pentito del suo gesto, getta il denaro in una fogna. Rosa, notando la sua sconsideratezza, porta Momo dal suo medico, il dottor Katz, convinta che il ragazzino sia sifilitico o malato di mente. In seguito Momo scopre che, pur mostrandosi atea, Rosa possiede un suo "spazio ebraico", un minuscolo tempio dove ella prega e combatte i terribili ricordi di Auschwitz nascosto in uno scantinato: la donna gli permette di entrarci a patto che il ragazzo mantenga il segreto, e i due iniziano a sviluppare un legame più stretto. Più tardi, Momo si traveste per gioco da prostituta, e una vera prostituta lo porta in un caffè gestito da un'amica di Madame Rosa, credendo che abbia bisogno di aiuto. Venutolo a sapere, Madame Rosa fa giurare a Momo di non prostituirsi mai, né di diventare un procacciatore. In un parco, Momo incontra Nadine, una montatrice cinematografica: i due diventano amici, e lei gli dice che può visitare il suo laboratorio ogni volta che vuole.
Madame Rosa inizia a manifestare i segni di demenza senile: ha allucinazioni in cui rivive gli orrori del campo di concentramento e del rastrellamento di Vel d'Hive, durante le quali urla che sarà arrestata dalla polizia e rimandata ad Auschwitz. Anche il signor Hamil inizia a soffrire di demenza, trovando conforto negli scritti di Victor Hugo. Dopo una brutta caduta, il dottor Katz informa Momo che Rosa ha molti problemi di salute tra cui l'ipertensione.; la donna tuttavia rifiuta di essere ricoverata in ospedale, portando Momo a credere che dovrebbe esserle somministrata l'eutanasia. Quando il dottor Katz gli dice che l'eutanasia contraddice i valori francesi, Momo risponde che lui non è francese ma algerino, e che gli algerini credono nell'autodeterminazione.
Tempo dopo il padre di Momo, che ha trascorso alcuni anni in manicomio dopo aver ucciso la madre, torna per riprendere con sé Momo, ma Madame Rosa lo inganna facendogli credere di averlo cresciuto come ebreo: lo shock per l'uomo è tale che egli subisce un ictus e muore. Quest'ultima discussione è però fatale anche a Madame Rosa, che insieme a Momo si ritira nel suo spazio ebraico per morire: il ragazzino viene ritrovato accanto al suo corpo tre settimane dopo. In seguito Nadine e suo marito adotteranno Momo, che finalmente avrà una vera famiglia.

## Riconoscimenti
- 1978 - Premio Oscar
  - Miglior film straniero (Francia)
- 1978 - Golden Globe
  - Candidatura come Miglior film straniero (Francia)
- 1978 - Premio César
  - Migliore attrice protagonista a Simone Signoret
  - Candidatura per la Migliore scenografia a Bernard Evein
  - Candidatura per il Miglior sonoro a Jean-Pierre Ruh
- 1978 - David di Donatello
  - Migliore attrice straniera a Simone Signoret